# Copestylum tumicephalum
Copestylum tumicephalum är en tvåvingeart som först beskrevs av Hull 1943.  Copestylum tumicephalum ingår i släktet Copestylum och familjen blomflugor.
Artens utbredningsområde är Peru. Inga underarter finns listade i Catalogue of Life.